# 卡斯佩
卡斯佩，是西班牙阿拉贡自治区萨拉戈萨省的一个市镇。 总面积503平方公里，总人口7896人（2001年），人口密度16人/平方公里。

## 友好城市
- 法國 加亚克